# بيت الكردي (مدينة المحويت)

تعديل مصدري - تعديل

بيت الكردي هي إحدى قرى عزلة المحويت بمديرية مدينة المحويت التابعة لمحافظة المحويت، بلغ تعداد سكانها 343 نسمة حسب تعداد اليمن لعام 2004.